# スチュアート・タウンゼント
スチュアート・タウンゼント（Stuart Townsend、1972年12月15日 - ）は、アイルランド・ダブリン出身の俳優。

## プロフィール

### 来歴
父親はプロゴルファーであった。若い頃から演技に興味を持ち、ダブリンの演劇学校で学びながら、数本の学生映画に出演した。俳優業が順調にいくまで、ボクサーとして生計を立てていたという。
1997年のイギリス映画『シューティング・フィッシュ』で準主役をつかみ、注目されるようになる。
当初『ロード・オブ・ザ・リング』のアラゴルンにキャスティングされていたが、その役には若すぎるということで撮影開始から4日で役を降りた。
2008年公開の『バトル・イン・シアトル』で映画監督デビューを果たした。

### 私生活
女優のシャーリーズ・セロンとロサンゼルスで暮らしていた。
二人は2007年9月12日、トロント国際映画祭でスチュアートと共に結婚指輪を披露。愛し合う二人に国家や教会からの証明は不要と述べ、正式に届けを提出したわけではないが、事実上の結婚宣言をした。
しかし2010年に破局が明らかになり、9年間の交際に終止符を打った。

## フィルモグラフィ

### 映画
| 年   | 題名                                                                            | 役名                 | 備考             |
| ---- | ------------------------------------------------------------------------------- | -------------------- | ---------------- |
| 1997 | シューティング・フィッシュ Shooting Fish                                        | ジェズ               |                  |
| 1997 | アンダー・ザ・スキン Under the Skin                                             | トム                 |                  |
| 1999 | ひかりのまち Wonderland                                                         | ティム               |                  |
| 2000 | アバウト・アダム アダムにも秘密がある About Adam                                | アダム               |                  |
| 2002 | クイーン・オブ・ザ・ヴァンパイア Queen of the Damned                            | レスタト             |                  |
| 2002 | コール Trapped                                                                  | ウィル・ジェニングス |                  |
| 2003 | リーグ・オブ・レジェンド/時空を超えた戦い The League of Extraordinary Gentlemen | ドリアン・グレイ     |                  |
| 2003 | シェイド SHADE                                                                  | ヴァーノン           |                  |
| 2004 | トリコロールに燃えて Head in the Clouds                                         | ガイ                 |                  |
| 2006 | イーオン・フラックス Æon Flux                                                   |                      |                  |
| 2008 | カオス・セオリー Chaos Theory                                                   | バディ・エンドロウ   | 日本劇場未公開   |
| 2008 | バトル・イン・シアトル Battle in Seattle                                        | N/A                  | 監督・脚本・製作 |
| 2016 | ストレンジャー・プロジェクト A Stranger in Paradise                             | ポール               |                  |

### テレビドラマ
| 年   | 題名                                              | 役名             | 備考      |
| ---- | ------------------------------------------------- | ---------------- | --------- |
| 2015 | エレメンタリー ホームズ&ワトソン in NY Elementary | デル・グルーナー | 計2話出演 |